# Skærbæks kommun
Skærbæks kommun var en kommun i Sønderjyllands amt i Danmark. Sedan danska kommunreformen 2007 ingår den i Tønders kommun.